# Егентал
Егентал (њем. Eggenthal) општина је у њемачкој савезној држави Баварска. Једно је од 45 општинских средишта округа Осталгој. Према процјени из 2010. у општини је живјело 1.294 становника. Посједује регионалну шифру (AGS) 9777124.

## Географски и демографски подаци
Егентал се налази у савезној држави Баварска у округу Осталгој. Општина се налази на надморској висини од 713 метара. Површина општине износи 28,1 km². У самом мјесту је, према процјени из 2010. године, живјело 1.294 становника. Просјечна густина становништва износи 46 становника/km².